# Niszczyciele typu Almirante Lynch
Niszczyciele typu Almirante Lynch – typ chilijskich dużych niszczycieli (liderów) z początku XX wieku, służących również w marynarce brytyjskiej. W latach 1912–1915 w stoczni J. Samuel White w Cowes zbudowano sześć okrętów tego typu, jednak tylko dwie jednostki weszły w skład Armada de Chile przed wybuchem I wojny światowej. Pozostałe cztery niszczyciele zostały zarekwirowane przez rząd brytyjski i wcielone do Royal Navy, a trzy z nich po zakończeniu działań wojennych (bez utraconego w bitwa jutlandzkiej HMS „Tipperary”) trafiły do pierwotnego zamawiającego. Okręty te skreślono z listy floty w 1933 roku, a dwa pierwsze służyły do połowy lat 40. XX wieku.

## Projekt i budowa
Niszczyciele typu Almirante Lynch zostały zamówione przez rząd Chile w ramach programu rozbudowy floty z 1910 roku, jako odpowiedź na zamówienie przez Argentynę 12 nowoczesnych niszczycieli, które z kolei były odpowiedzią na zbrojenia Brazylii. Ponieważ okręty chilijskie miały być mniej liczne, zdecydowano zbudować jednostki silniejsze od argentyńskich. Marynarka Chile miała tradycyjne związki z marynarką brytyjską i w Wielkiej Brytanii też zdecydowano ulokować zamówienie. W 1911 roku parlament Chile wyasygnował środki na dwie pierwsze jednostki, które zamówiono w stoczni J. Samuel White w Cowes, zakreślając jej tylko ogólne wymagania, w tym górną wyporność i rozmieszczenie uzbrojenia umożliwiające prowadzenie walki z obu burt równocześnie. W momencie budowy okręty te należały do największych i najsilniej uzbrojonych jednostek tej klasy na świecie . Projekt ukończono przed położeniem stępki pierwszego okrętu 9 listopada 1911 roku. Z zamówionych sześciu niszczycieli tylko dwa zostały ukończone do wybuchu I wojny światowej i odebrane przez Armada de Chile („Almirante Lynch” i „Almirante Condell”); pozostałe cztery zostały zarekwirowane przez rząd brytyjski i wcielone do Royal Navy jako HMS „Faulknor”, HMS „Broke”, HMS „Botha” i HMS „Tipperary” .
Przejęte przez Brytyjczyków niszczyciele (nazwane przewodnikami flotylli typu Faulknor) zostały lekko zmodyfikowane w stosunku do pierwowzoru: zamontowano na nich wyrzutnie torpedowe o kalibrze 533 mm i pojedyncze działko przeciwlotnicze kal. 40 mm (zamiast dwóch karabinów maszynowych kal. 7,7 mm), a większa masa zainstalowanego uzbrojenia spowodowała wzrost wyporności okrętów .
Wszystkie jednostki typu Almirante Lynch zostały zbudowane w brytyjskiej stoczni J. Samuel White w Cowes  . Stępki okrętów położono w latach 1911–1912, a zwodowane zostały w latach 1912–1915  .
| Okręt                                        | Stocznia | Początek budowy  | Wodowanie        | Wejście do służby             |
| -------------------------------------------- | -------- | ---------------- | ---------------- | ----------------------------- |
| „Almirante Lynch”                            | White    | 9 listopada 1911 | 28 września 1912 | 1913                          |
| „Almirante Condell”                          | White    | grudzień 1911    | 27 stycznia 1913 | styczeń 1914                  |
| „Almirante Simpson” / HMS „Faulknor”         | White    | luty 1912        | 26 lutego 1914   | sierpień 1914 (Royal Navy)    |
| „Almirante Goñi” / HMS „Broke”               | White    | październik 1912 | 25 maja 1914     | październik 1914 (Royal Navy) |
| „Almirante Williams Rebolledo” / HMS „Botha” | White    | czerwiec 1912    | 2 grudnia 1914   | marzec 1915 (Royal Navy)      |
| „Almirante Riveros” / HMS „Tipperary”        | White    | 1912             | 5 marca 1915     | maj 1915 (Royal Navy)         |

## Dane taktyczno-techniczne

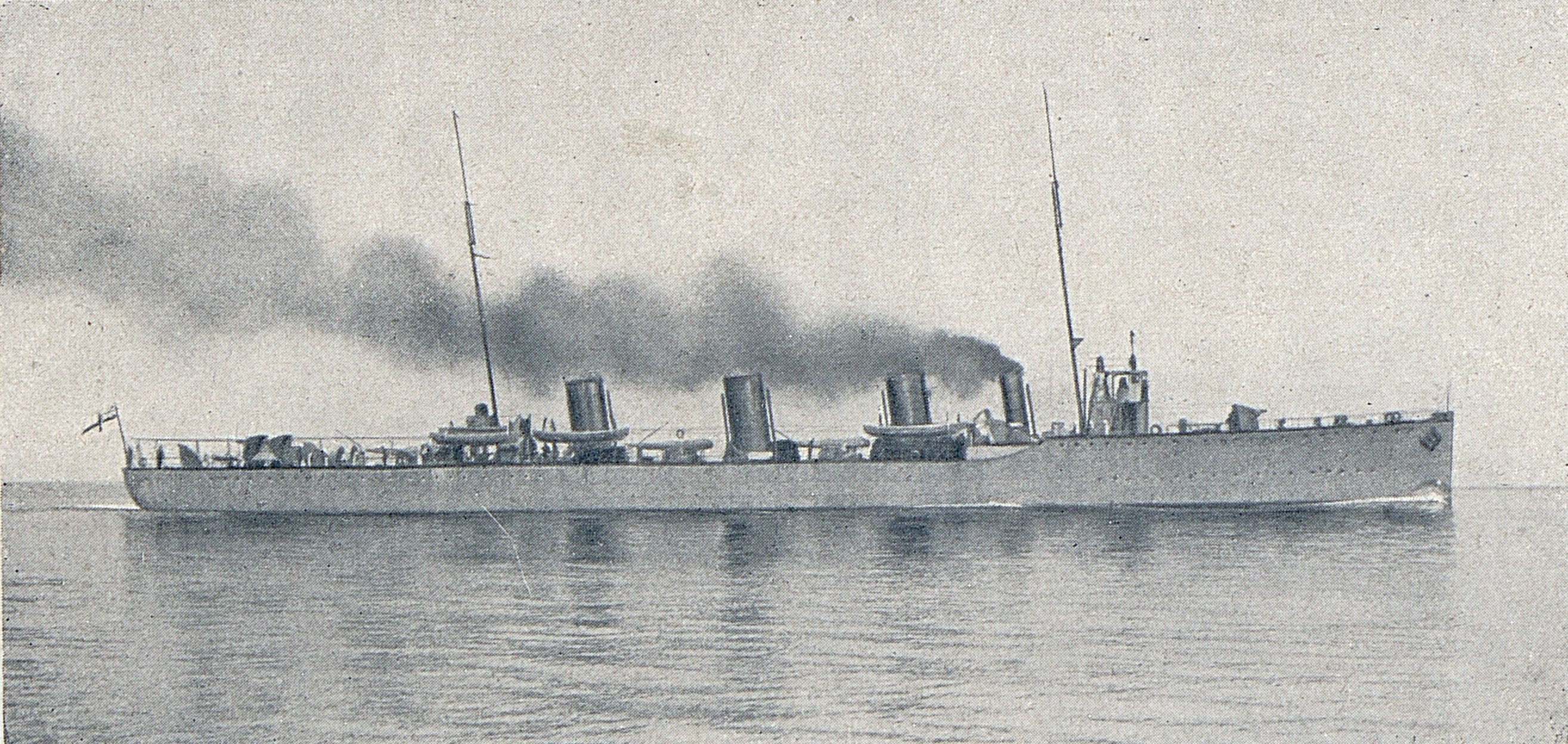
Sylwetka HMS „Tipperary”

Okręty miały kadłub z podwyższonym pokładem dziobowym na długości ok. 28 m, lekko wznoszącym się w kierunku dziobu. Miały jeden ciągły pokład górny, a ponadto pokład dolny (platformę) w części dziobowej i rufowej. Skonstruowane były w klasycznym poprzecznym układzie wiązań, z rozstawem wręg o 53 cm. Kadłub dzielił się grodziami na 21 poprzecznych przedziałów wodoszczelnych (część z nich tylko do dolnego pokładu). Centralną część kadłuba zajmowały trzy przedziały kotłowni (o długości 12,3 m każdy) i jeden maszynowni (13,9 m). Wąskie dno podwójne było tylko pod kotłowniami i maszynowniami.
Okręty były dużymi niszczycielami o długości całkowitej 100,8 metra (97,5 metra między pionami), szerokości 9,9 metra i zanurzeniu 3,35–3,53 metra  . Wyporność normalna wynosiła 1430–1610 ton, a pełna 1850–2000 ton  . 

### Napęd
Siłownię okrętów stanowiły trzy turbiny parowe systemu Parsonsa o łącznej mocy 30 000 KM, napędzające trzy śruby. Na środkowy wał pracowała turbina wysokiego ciśnienia ze stopniem prędkości krążowniczej, a na zewnętrzne wały turbiny niskiego ciśnienia, ze stopniami biegu wstecznego. Maksymalna prędkość obrotowa śrub wynosiła 600 obr./min. Parę dostarczało sześć kotłów wodnorurkowych White-Forster o ciśnieniu roboczym 15,4 at. Kotły były zgrupowane po dwa w każdej kotłowni, a spaliny odprowadzały z nich cztery kominy (drugi i trzeci – z dwóch kotłów). Kotły miały opalanie mieszane, a od burt oddzielały je zasobnie węglowe, które przy wysokim zapasie węgla dawały pewną osłonę od odłamków i pocisków małego kalibru.
Projektowa prędkość maksymalna okrętów wynosiła 31 węzłów  .  Prędkość taką osiągały jednak w stanie lekkim (na próbach „Almirante Lynch”, przy wyporności nieco ponad 1500 ton), natomiast na próbach 6-godzinnych „Broke” osiągał prędkość średnią 29,9 w przy wyporności 1700 ton i 28,3 w przy wyporności pełnej 1900 ton.
Okręty zabierały zapas 427–433 tony węgla i 80–83 tony paliwa płynnego, co zapewniało zasięg wynoszący 2750 Mm przy prędkości 15 węzłów  . 

### Uzbrojenie

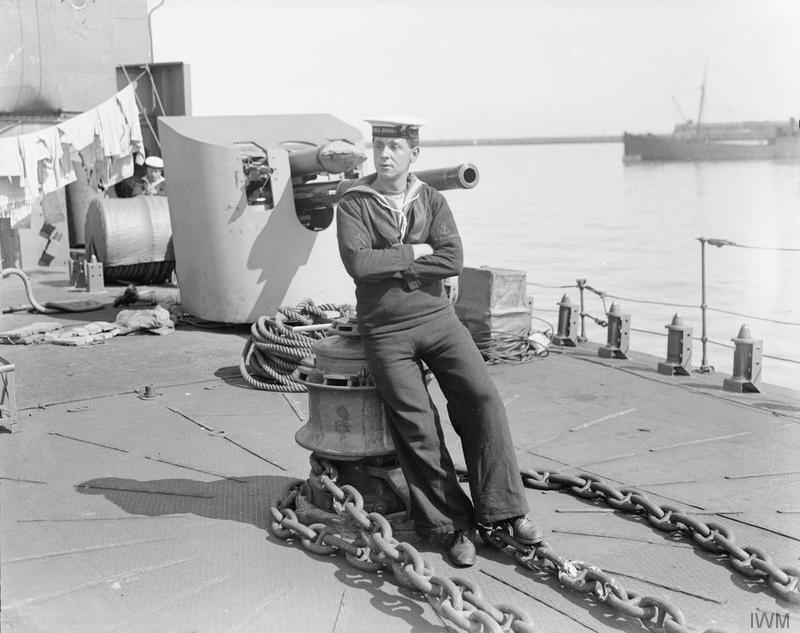
Lewoburtowe dziobowe działo 102 mm na HMS „Broke”

Uzbrojenie artyleryjskie według oryginalnego projektu, jakie przenosiły pierwsze dwa okręty, składało się z sześciu pojedynczych dział kalibru 102 mm (4 cale) o długości lufy 40 kalibrów (L/40) . Były to działa firmy Armstrong eksportowego wzoru S , przyjętego przez marynarkę brytyjską jako QF Mk VI, instalowane na podstawach P XI o kącie podniesienia do 25°. Rozmieszczone były po trzy na każdej z burt: pierwsza para na pokładzie dziobowym, druga na pokładzie górnym po bokach pierwszego komina i ostatnia para na rufie. Od trzeciego okrętu druga para dział została przeniesiona nieco do przodu i wyżej na koniec pokładu dziobowego, co polepszyło warunki prowadzenia ognia. Strzelały one pociskami o masie 31 funtów (14 kg). Amunicję dostarczały windy elektryczne z dziobowej i rufowej komory amunicyjnej. Uzbrojenie uzupełniały cztery pojedyncze karabiny maszynowe Maxim kal. 7,7 mm ustawione na pokładzie. Podczas modernizacji w 1930 roku otrzymały dwa podwójnie sprzężone karabiny maszynowe kalibru 12,7 mm na nadbudówce rufowej.
Uzbrojenie torpedowe według projektu stanowiło sześć wyrzutni torpedowych kalibru 450 mm (18 cali) w trzech podwójnych obrotowych aparatach, lecz ponieważ podwójne wyrzutnie nie były jeszcze gotowe w chwili wejścia do służby, zamontowano na dwóch pierwszych okrętach trzy pojedyncze wyrzutnie tego kalibru. Umieszczone były na pokładzie w osi podłużnej kadłuba między drugim i trzecim oraz między trzecim i czwartym kominem oraz za nadbudówką rufową. W 1930 roku na dwóch pierwszych okrętach zamieniono je na dwie podwójne wyrzutnie torped kalibru 533 mm w tych samych miejscach między kominami.
Okręty przejęte przez Brytyjczyków początkowo miały takie samo uzbrojenie artyleryjskie, z sześciu pojedynczych dział Armstrong kalibru 102 mm L/40. Dwa  pierwsze „Faulknor” i „Broke” zachowały zgodne z ulepszonym projektem rozmieszczenie dział parami, z drugą parą dział ustawioną na końcu pokładu dziobowego. Na dwóch ostatnich „Botha” i „Tipperary” jednak zmieniono rozmieszczenie dział i zainstalowano na dziobie i rufie pojedyncze działa centralnie, a parę zwolnionych w ten sposób dział ustawiono na burtach za nadbudówką rufową, dzięki czemu liczba dział w salwie burtowej wzrosła do czterech. Brytyjskie okręty otrzymały dodatkowo pojedyncze automatyczne działko przeciwlotnicze kalibru 37 mm (1½-funtowe) Vickers na nadbudówce między drugim a trzecim kominem, a „Botha” i „Tipperary” także między trzecim a czwartym kominem, po czym w toku służby zamieniono je na wszystkich okrętach na dwa automatyczne działka kalibru 40 mm (2-funtowe) Vickers Mk II L/39. Uzbrojenie dopełniały dwa pojedyncze karabiny maszynowe kal. 7,7 mm . W większym stopniu zmieniono broń torpedową, na cztery wyrzutnie skuteczniejszych torped kalibru 533 mm (21 cali). Dwa pierwsze przejęte okręty otrzymały cztery obrotowe pojedyncze wyrzutnie, umieszczone po dwie na burtę, po bokach pokładu górnego, między trzecim a czwartym kominem i za nadbudówką rufową. Dwa ostatnie natomiast ukończono z dwoma podwójnymi aparatami torpedowymi: na lewej burcie przed czwartym kominem i na prawej burcie za czwartym kominem.
W marcu 1918 rok na „Broke” po dwa działa kalibru 102 mm z dziobu i rufy zamieniono na pojedyncze centralnie umieszczone działa kalibru 120 mm na podstawach CP.VI, pozostawiając dwa działa 102 mm na końcach pokładu dziobowego. W 1919 roku analogicznie przezbrojono „Faulknor” i „Botha”.

### Wyposażenie, załoga
Niszczyciele miały początkowo dwa reflektory bojowe i dwa dalmierze o bazie 7 stóp (2,1 m), na mostku i nadbudówce rufowej.
Okręty miały ster zbalansowany o powierzchni 6,5 m², z napędem elektrycznym i awaryjnym ręcznym maszyny sterowej. Manewrowość okrętów była jednak mało zadowalająca i słabsza od większego lidera „Swift”, zwłaszcza przy cyrkulacji w lewo (na skutek niesymetrycznego trzyśrubowego układu).
Załoga według początkowego projektu dla okrętów w służbie chilijskiej liczyła 160 oficerów, podoficerów i marynarzy. W służbie brytyjskiej wynosiła etatowo 197 osób dla pierwszej dwójki i 205 osób dla drugiej.
Okręty według projektu przenosiły sześć łodzi: kuter motorowy długości 24 stóp (7,3 m), dwa welboty długości 25 stóp (7,6 m), dwa gigi długości 24 stóp (7,3 m) i bączek 16-stopowy (4,9 m). Na okrętach brytyjskich modyfikowano i zmniejszano zestaw łodzi.

## Służba
„Almirante Lynch” i „Almirante Condell” zostały przyjęte w skład Armada de Chile w latach 1913–1914 . 7 lutego 1914 roku oba niszczyciele wypłynęły w rejs do Chile, docierając na miejsce 22 kwietnia 1914 roku . W 1930 roku okręty poddano modernizacji: przystosowano kotły do opalania wyłącznie paliwem płynnym (co powiększyło zasięg do 4200 Mm przy prędkości 15 węzłów), a także zdemontowano pojedyncze wyrzutnie torpedowe kal. 450 mm, instalując w zamian dwa podwójne aparaty kal. 533 mm . Jednostki wycofano ze służby w latach 1944-1945 .

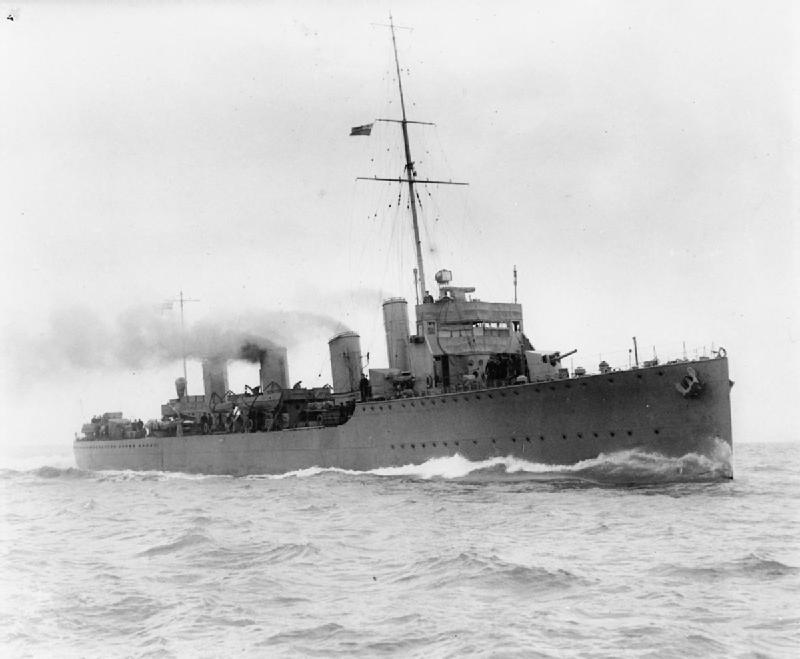
HMS „Botha”

Pozostałe cztery jednostki w trakcie prac wyposażeniowych zostały na początku wojny zakupione przez rząd brytyjski i weszły do służby w Royal Navy w latach 1914-1915, jako „Faulknor” (ex-„Almirante Simpson”), „Broke” (ex-„Almirante Goñi”), „Botha” (ex-„Almirante Williams Rebolledo”) i „Tipperary” (ex-„Almirante Riveros”) . „Faulknor”, „Broke” i „Tipperary” wzięły udział w bitwie jutlandzkiej, podczas której „Broke” doznał ciężkich uszkodzeń, a „Tipperary” został zatopiony. W latach 1918–1919 okręty poddano modernizacji: zdemontowano cztery pojedyncze działa kal. 102 mm, instalując w zamian dwie armaty kal. 120 mm BL Mk I L/45 .
W 1920 roku trzy ocalałe niszczyciele zostały odsprzedane Chile i w maju tego roku weszły do służby w marynarce tego kraju pod nazwami „Almirante Riveros” (ex-„Faulknor”), „Almirante Uribe” (ex-„Broke”) i „Almirante Williams” (ex-„Botha”), określane od tego momentu typem Almirante Williams . Według A. Daszjana jednak, powszechnie przyjęta identyfikacja okrętów jest mylna i analiza fotografii wskazuje na to, że „Botha” otrzymał nazwę „Almirante Riveros”, a „Faulknor” – „Almirante Williams”. Jednostki zostały skreślone z listy floty z powodu znacznego zużycia w 1933 roku .